# St. Christophen
St. Christophen ist eine Ortschaft und eine Katastralgemeinde der Gemeinde Neulengbach im Bezirk Sankt Pölten-Land in Niederösterreich. Die Ortschaft hat 486 Einwohner (Stand 1. Jänner 2024).

## Geografie
Der Ort liegt an der Tullner Straße und westlich an den Laabenbach anschließend.
Die mit rund 14 km² außerordentlich große Katastralgemeinde gliedert sich in Dürnhub, Stadlberg, Steinbruch, Gamesreith (mit Bramethof), Hinterholz, Wiedenhof, Wurzwall, Glocknitz, Herrenhub (Meierhof), Hinterberg, Kleinhart, Lodmerfeld, Großgrub, Kleingrub, Querfeld, Satzing, Oberdambach, Froschau, Hufstadt, Oberndorf, Basselhof, Kalkgrub, Rothenbucherhöhe (mit Alm), Hilm, Karkam, Knödlhof, Koberl, Markweg, Rothenberg, Rothenbuch, Wiese, Trainst (mit Au), Dorneth, Felling und Kümmerlhof.

## Geschichte
Laut Adressbuch von Österreich waren im Jahr 1938 in der Ortsgemeinde St. Christophen eine Verkehrsunternehmerin, zwei Bäcker, ein Binder, drei Fleischer, ein Friseur, ein Gärtner, zwei Gastwirte, zwei Gemischtwarenhändler, ein Glaser, ein Holzhändler, eine Mühle, eine Parfümerie, ein Sägewerk, zwei Schmiede, zwei Schneider und drei Schneiderinnen, vier Schuster, ein Spengler, zwei Tischler, ein Wagner, ein Zuckerwarenhändler und ein Landwirt mit Ab-Hof-Verkauf ansässig. Zudem gab es im Ort vier Pensionen. Bekannt wurde der Ort auch durch die Firma RWC (Akronym für Rudolf Wurzer, Christofen), die Fahrräder und Motorräder herstellte, sich allerdings im südlich anschließenden Nest befand.
Im Dezember 1958 erfolgte die Verkehrsfreigabe des Westautobahn-Teilstückes St. Christophen-Pöchlarn und 1961 wurde das Teilstück Pressbaum-St. Christophen für den Verkehr freigegeben.
Im Jahr 1971 wurde die ehemalige Gemeinde mit Neulengbach vereint.

## Namensherkunft
Benannt nach dem Patrozinium des hl. Christophorus, ein Name griechischen Ursprungs. Er zählt zu den vierzehn Nothelfern und ist heute besonders bekannt als Schutzheiliger der Reisenden. Die ostkirchliche Tradition stellt Christophoros in wörtlicher Auslegung der dort gängigen Legendentradition als Kynokephalen (Hundsköpfigen) dar.  Dieser mythologische Heilige geht wahrscheinlich auf einen altägyptischen Gott (Anubis) zurück. 
 1177/92: de Sancto Christoforo; 1361 Sant Christofen.

## Kultur und Sehenswürdigkeiten
- Katholische Pfarrkirche St. Christophen: Ein romanischer Bau, der durch Erweiterungen im 14. und bis zum 18. Jahrhundert  dreischiffig ausgebaut wurde
- Khuen-Gruft im Wald hinter Herrenhub
- Verein Theaterei[6]

## Persönlichkeiten
- Wilhelm Eitner (1843–1921), Chemiker, hier verstorben
- Béla Egger (1836–1910), Erfinder und Industrieller, hier verstorben
- Alois Schornböck (1863–1926), Maler, hier verstorben
- Othmar Skala (1895–1958), Lehrer und Heimatforscher mit dem Schwerpunkt der Geländeforschung
- Michael Häupl (* 1949), Biologe und ehemaliger Bürgermeister von Wien, lebt zeitweise im Ort